# Onésime Gagnon

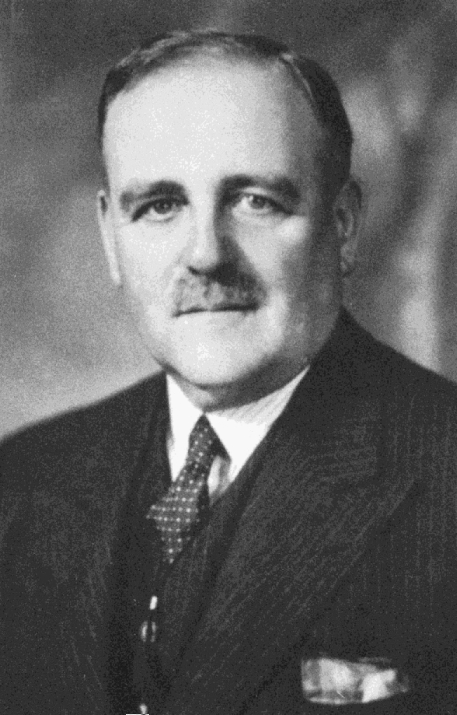
Onésime Gagnon

Onésime Gagnon, PC, QC (* 23. Oktober 1888 in Saint-Léon-de-Standon, Québec; † 30. September 1961 in Québec), war ein kanadischer Politiker. Von 1930 bis 1935 war er konservativer Abgeordneter des kanadischen Unterhauses, von 1936 bis 1958 Abgeordneter der Union nationale in der Nationalversammlung von Québec. Insgesamt 17 Jahre gehörte er dem Provinzkabinett von Maurice Duplessis an. Schließlich amtierte er von 1958 bis zu seinem Tod als Vizegouverneur der Provinz Québec.

## Biografie
Gagnon studierte Recht an der Université Laval. Dort lernte er Maurice Duplessis kennen, mit dem er für den Rest seines Lebens befreundet war. Als Rhodes-Stipendiat studierte er auch an der University of Oxford. 1912 erhielt er die Zulassung als Rechtsanwalt und praktizierte daraufhin in der Stadt Québec. Von 1942 bis 1944 war er Dozent an der Université Laval, danach Titularprofessor.
Als Kandidat der Konservativen Partei Kanadas trat Gagnon zur Unterhauswahl 1930 an und setzte sich im Wahlbezirk Dorchester gegen den liberalen Amtsinhaber durch. Als Hinterbänkler unterstützte er die Bundesregierung von Richard Bedford Bennett. 1935 gehörte er knapp zwei Monate als Minister ohne Geschäftsbereich dem Kabinett an. Bei der Unterhauswahl 1935 konnte er seinen Sitz nicht verteidigen.
Im Oktober 1933 wollte Gagnon zum Vorsitzenden der Parti conservateur du Québec gewählt werden, unterlag aber Duplessis. Zwei Jahre später formierte sich die Partei als Union nationale neu. 1936 trat er für diese zur Wahl der Nationalversammlung von Québec an und siegte im Wahlbezirk Matane. Fünfmal wurde er wiedergewählt (1939, 1944, 1948, 1952 und 1956).
Von 1936 bis 1939 war Gagnon in Duplessis' Regierung als Bergbau- und Fischereiminister tätig, anschließend war die Union nationale fünf Jahre in der Opposition. Nachdem die Partei ab 1944 wieder die Regierung stellen konnte, diente er unter Duplessis bis 1951 als Schatzmeister, danach als Finanzminister. Knapp drei Wochen nach seinem Rücktritt vereidigte ihn Generalgouverneur Vincent Massey am 14. Februar 1958 als Vizegouverneur von Québec. Dieses repräsentative Amt übte er bis zu seinem Tod aus.

## Ehrungen
- Die ehemalige Bergarbeiterstadt Gagnon in der Provinz Québec wurde nach ihm benannt.